# Daniel Ekedo
Daniel Ekedo est un joueur de football équatoguinéen né le 19 septembre 1989 à Lagos au Nigeria.

## Biographie

### En sélection nationale
Bien que né au Nigeria, il décide de représenter le pays de ses origines la Guinée équatoriale. Il honore sa première sélection le 25 mars 2009 contre le Mali. Il marque son premier but en sélection le 3 décembre 2009 contre le Congo.

## Palmarès
| - Akonangui FC : - Championnat de Guinée équatoriale - Champion : 2008. - Deportivo Mongomo : - Championnat de Guinée équatoriale - Champion : 2010. |

## Buts en sélection
| But en sélection de Viera Ellong | But en sélection de Viera Ellong | But en sélection de Viera Ellong                             | But en sélection de Viera Ellong | But en sélection de Viera Ellong | But en sélection de Viera Ellong | But en sélection de Viera Ellong |
|                                  | Date                             | Lieu                                                         | Adversaire                       | Score                            | Résultat                         | Compétition                      |
| -------------------------------- | -------------------------------- | ------------------------------------------------------------ | -------------------------------- | -------------------------------- | -------------------------------- | -------------------------------- |
| 1.                               | 3 décembre 2009                  | Stade Barthélemy Boganda, Bangui (République centrafricaine) | Congo                            | 1-1                              | 2-2                              | Coupe CEMAC 2009                 |
| 2.                               | 8 février 2011                   | Estadio de Malabo, Malabo (Guinée équatoriale)               | Tchad                            | 1-0                              | 2-0                              | Match amical                     |